# Eleccions municipals de 2019 a Aiguamúrcia
Les eleccions municipals de 2019 a Aiguamúrcia van ser unes eleccions locals que es van celebrar el diumenge 26 de maig de 2019 a Aiguamúrcia, a l'Alt Camp, com a part de les eleccions municipals espanyoles. Es van triar els 7 regidors de l'Ajuntament d'Aiguamúrcia.
Tot i ser la llista més votada, l'alcaldessa sortint Fina Bartolí (Junts) ha estat relegada a l'oposició a causa d'un pacte de govern entre els partits d'esquerra.

## Context
Durant la legislatura anterior, Josefina Bartolí, candidata de Convergència i Unió (CiU), va governar per segona vegada en minoria durant tot el període legislatiu, mentre que les marques locals d'ERC i d'ICV-EUiA van ocupar el rol d'oposició.
La legislatura no es va caracteritzar precisament per la seva tranquil·litat, ja que es van produir contínues reprovacions entre el govern i l'oposició, destacant-se principalment dues qüestions. La primera d'elles va ser el bloqueig per part de l'oposició d'un projecte de remodelació de Santes Creus, valorat en mig milió d'euros, que Josefina Bartolí volia portar a terme. La segona qüestió va ser la denúncia formulada pels republicans contra el govern municipal davant l'Oficina Antifrau de Catalunya.
La legislatura no fou pas tranquil·la, ja que hi va haver retrets entre el govern i l'oposició destacant-se principalment per dues qüestions. El primer es tracta del bloqueig de l'oposició per la realització d'una actuació valorada en mig milió d'euros per remodelar Santes Creus que volia realitzar na Bartolí. El segon, la denúncia dels republicans al govern municipal a l'Oficina Antifrau de Catalunya per despeses d’inversions suposadament il·legals amb el pressupost prorrogat.

## Sistema electoral
Les eleccions als ajuntaments de l'Estat espanyol estan fixades per celebrar-se el quart diumenge de maig cada quatre anys. El sistema electoral fa servir la regla D'Hondt amb representació proporcional, llistes tancades i una barrera electoral del 5% dels vots vàlids, que inclou els vots en blanc. La votació per a l'assemblea local es basa en el sufragi universal.
En les eleccions municipals, la circumscripció electoral és en l'àmbit municipal i el nombre d'escons (o sigui, regidors) a triar del municipi es determina en funció del nombre d'habitants censats en aquest municipi. En el cas d'Aiguamúrcia, en tenir 708 persones censades, l'hi correspon 7 regidors.

## Candidatures
El 30 d'abril del mateix any, la Junta Electoral de Zona del Vendrell va proclamar les quatre candidatures del municipi d'Aiguamúrcia en el Butlletí Oficial de la Província de Tarragona.
1. Més Que Mai Aiguamúrcia (JxCAT - JUNTS)
2. Tots Som Aiguamúrcia-Acord Municipal (TSA-AM)
3. Independents Pel Municipi d'Aiguamúrcia-En Comú Guanyem (IMA-ECG)
4. Partit Popular (PP)

## Jornada electoral

### Constitució de les meses
En aquell moment, Aiguamúrcia tenia una població de 893 habitants, dels quals 708 persones van ser cridades a votar a una de les urnes de les 2 meses que es van constituir al municipi.

### Participació
La participació en aquestes eleccions va ser de 76,0%, el qual cosa implica que un total de 538 ciutadans del municipi van decidir exercir el seu dret a vot. Comparant aquesta participació amb la mitjana catalana, Aiguamúrcia ha registrat una xifra molt més alta, situant-se en 11,2 punts percentuals per sobre.
A continuació, es presenta una taula amb els percentatges de participació registrats a diferents hores del dia de les eleccions:
| Hores              | Aiguamúrcia   |
| ------------------ | ------------- |
| Participació (14h) | 42,5% ( 2,7%) |
| Participació (18h) | 59,2% ( 5,5%) |
| Participació (20h) | 76,0% ( 5,1%) |

## Resultats
L'equip que anteriorment havia liderat el govern va tornar a guanyar les eleccions, tot i que, com en l'últim mandat, tampoc va aconseguir la majoria absoluta. Josefina Bartolí, ara representant el partit Junts, no va poder ser reelegida com a alcaldessa a causa d'un pacte entre els dos grups municipals d'oposició: ERC i IMA-ECG, els seus escons els quals formaven majoria absoluta. En virtut d'aquest acord, l'alcaldia es va compartir de manera equitativa entre les dues llistes: Dolors Palma (ERC) va assumir el càrrec durant els dos primers anys, mentre que Òscar Sendra (IMA-ECG) va assumir l'alcaldia durant els dos anys restants.
Pocs mesos després, el nou equip de govern, que anteriorment es trobava a l'oposició i havia manifestat repetidament el seu desacord amb aquesta iniciativa, va frenar el projecte de l'actuació a Santa Creus sota l'argument de donar prioritat al sanejament de les finances municipals.